# Pelargonium caucalifolium
Pelargonium caucalifolium är en näveväxtart. Pelargonium caucalifolium ingår i släktet pelargoner, och familjen näveväxter.

## Underarter
Arten delas in i följande underarter:
- P. c. caucalifolium
- P. c. convolvulifolium